# 3691 Bede
3691 Bede é um asteroide próximo da Terra classificado como Amor. Ele possui uma magnitude absoluta de 14,6 e um diâmetro estimado de 4,3 km.
Com base em estudos na curva de luz, Bede tem um período de rotação de 226,8 horas, mas este valor é baseado em menos de uma cobertura completa, de modo que o período pode está errado em 30 por cento ou mais.

## Descoberta
3691 Bede foi descoberto no dia 29 de março de 1982 pelo astrônomo Luis Eduardo González em Cerro El Roble.

## Características orbitais
A órbita de 3691 Bede tem uma excentricidade de ,2841182503976818	 e possui um semieixo maior de 1,774415406561132 UA. O seu periélio leva o mesmo a uma distância de 1,270395965061546 UA em relação ao Sol e seu afélio a 2,278031110821151 UA.